# Magyar Vöröskereszt Díszjelvénye
A Magyar Vöröskereszt Díszjelvényét 1922. március 30-án alapíttatott Horthy Miklós kormányzó által azon személy részére, akik a Magyar Vöröskereszt körül, és közjótékonyságból vették ki részüket. Eredetileg három fokozattal került adományozásra 1938. január 7-én még két további fokozattal egészítették ki, illetve a lehetővé vált, hogy a közegészségügy terén szerzett érdemek elismeréséül is adományozhatóvá vált, továbbá a díszjelvény összes fokozatai a háborúban szerzett érdemekért hadi ékítménnyel is adományozhatók.

## A Magyar Vöröskereszt Díszjelvény alapszabályai
1. . §. A díszjelvény adományozható mindazoknak, akik a Magyar Vörös Kereszt körül, vagy a közegészségügy és közjótékonyság terén érdemeket szereztek. Háborúban szerzett érdemeikért a díszjelvény összes fokozatai hadiékítménnyel adományozhatók.
2. . §. A díszjelvénynek öt fokozata van, és pedig:

a Magyar Vörös Kereszt érdemcsillaga,
a Magyar Vörös Kereszt érdemkeresztje,
a Magyar Vörös Kereszt érdemérme,
a Magyar Vörös Kereszt ezüst érme és
a Magyar Vörös Kereszt bronz érme.
1. . §. A díszjelvény legfőbb tulajdonosa a mindenkori államfő, aki azt államfői méltóságának esetleges megszűnése után is viselheti.
2. . §. A díszjelvényt az államfő adományozza a m. kir. miniszterelnök előterjesztésére. A Magyar Vöröskereszt Egylet elnöke kitüntetési javaslatait közvetlenül a m. kir. miniszterelnökhöz nyujtja be. Az előterjesztés, illetőleg adományozás előtt meghallgatandó a kitüntetendőkre nézve az illetékes hatóságok véleménye.
3. . §. Az érdemcsillag zöld színben zománcozott kereszt, kifelé szélesedő egyenlő hosszúságú szárakkal amelynek közepén fehér színű zománcozott címerpajzs látható a genfi vöröskereszttel. A címerpajzsot Szent István aranyszínezésű koronája díszíti. A zöld kereszt szárai között sugárkévék törnek elő. Ez a kereszt ezüstcsillagra van erősítve, amelynek hátlapján: Crux Rubra Hungarica felírás és az 1922. évszám olvasható. Az érdemcsillag a bal mellre tűzve viselendő.

Az érdemkereszt az ezüstcsillag híján úgy alakban, mint ki vitelben teljesen olyan, mint az érdemcsillag , és szalag nélkül a bal mell alatt viselendő. Az érdemérem tojásdad alakú, zöld zománcú medaillon, arany szegéllyel. A zöld mezőre az apostoli kettős kereszt van fehér zománc kivitelben erősítve, amelynek a közepén a genfi vöröskereszt látható, fölötte Szent István arany színezésű koronájával. A hátlapján ugyancsak Crux Rubra Hungarica felírás és az 1922. év szám olvasható.
Az érdemérem háromszögű, közepén keskeny nemzeti színű sávval díszített fehér selyemszalagon a bal mellre tűzendő.
Az ezüst és bronz érem az érdemrendnél valamivel kisebb, és természetes (ezüst, illetve bronz) recézett alapon a vöröskeresztes Pajzsot, fölötte Szent István koronájával tünteti fel. Az ezüst és bronz érem szintén háromszögű, közepén keskeny nemzeti színű sávval díszített fehér selyemszalagon a bal mellen viselendő.
Nők az érdemérmet, valamint az ezüst és bronz érmet az előírás szerint csokorba kötött szalagon viselik.
A hadiékítmény a címerpajzs, vagy vöröskeresztes pajzs alatt egymást keresztező, zöld zománcból készített két tölgyágból áll.
1. . §. A díszjelvénynek mind az öt fokozata magánalkalmakkor kicsinyített alakban is viselhető, és szalagja külön is feltűzhető.

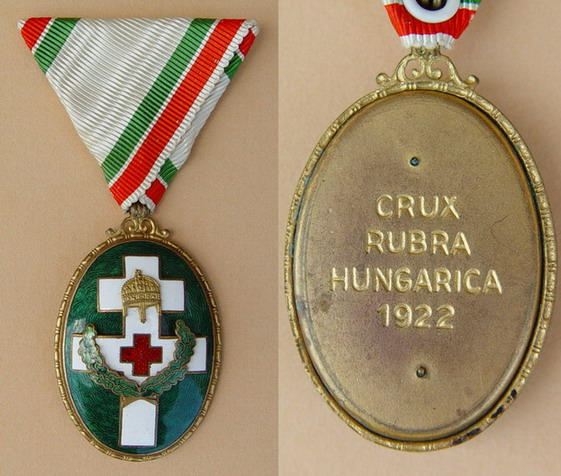
Magyar Vöröskereszt Érdemérme hadidíszítménnyel

2. . §. A díszjelvény tulajdonosait az adományozásról szóló értesítés feljogosítja a kitüntetési jelvény beszerzésére, az ellenérték lefizetése mellett. A külföldi állampolgárok a nekik adományozott díszjelvényt minden ellenérték megtérítése nélkül kapják.
3. . §. A díszjelvény ellenértékét esetről-esetre a miniszterelnök állapítja meg.
4. . §. A tulajdonos elhalálozása után a díszjelvény egyik fokozata sem adandó vissza.
5. . §. A büntető törvényeknek a rendjelek és díszjelvények elveszítésére és viselésére vonatkozó intézkedései a Magyar Vöröskereszt díszjelvényeire, illetve ezek tulajdonosaira nézve is hatállyal bírnak.
6. . §. A díszjelvénynek mind az öt fokozatára vonatkozó összes ügyeket a miniszterelnökség intézi. A miniszterelnök azonban az adományozásra vonatkozó előterjesztésen kívül az egész ügykört, vagy annak egy részét a bármikor történhető visszavonás kikötésével a Magyar Vöröskereszt Egylet elnökére is átruházhatja.[1]